# ヘリコプターの一覧

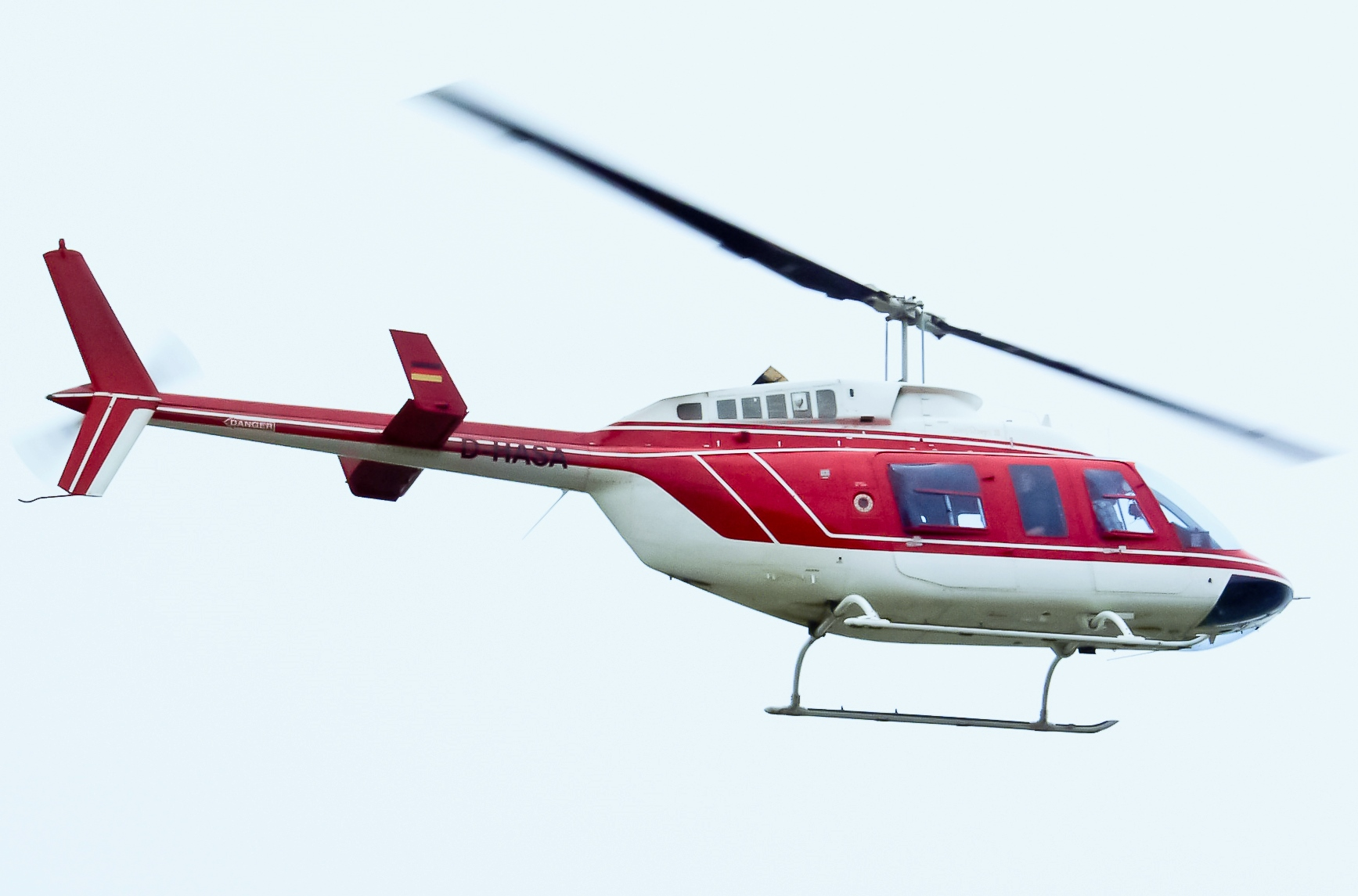
ベル 206L

ヘリコプターの一覧

## 民間ヘリコプター

### アグスタ
- A109
- A119 コアラ
- アグスタウエストランド AW139
- アグスタウェストランド AW169
- アグスタウェストランド AW189
- アグスタウェストランド EH101

### カマン
- カマン K-MAX

### カモフ
- Ka-26
- Ka-32
- Ka-60
- Ka-126
- Ka-226

### 川崎重工業
- BK117

### シコルスキー・エアクラフト
- シコルスキー S-51
- シコルスキー S-55
- シコルスキー S-58
- シコルスキー S-61
- シコルスキー S-62
- シコルスキー S-64 スカイクレーン
- シコルスキー S-69
- シコルスキー H-60（S-70）
- シコルスキー S-72 Xウイング
- シコルスキー S-76
- シコルスキー S-92

### ヒンドスタン航空機
- HAL ドゥルーブ

### SUBARU
- RPH-2

### ベル・エアクラフト
- 47
- 204
  - 205
  - 214
  - 214ST
  - 212
  - 412
- 206
- 210
- 222
- 230
- 407
- 427
- 429
- 430

### ボーイング
- V-107

### MDヘリコプターズ
- MD 500
- MD 500D
- MD 520
- MD 530
- MD 600
- MD エクスプローラー

### 三菱重工業
- MH2000

### M・L・ミーリ記念モスクワ・ヘリコプター工場
- Mi-1
- Mi-8S
- Mi-17
- Mi-26
- Mi-54

### ヤマハ発動機
- RCASS
- R-50
- RMAX
- RMAX Type II
- RMAX Type II G
- FAZER

### エアバス・ヘリコプターズ
- H 120
- H 130
- H 135
- H 145
- H 155
- H 160
- H 175
- H 225
- AS 332 シュペルピューマ
- AS 350 エキュレイユ
- AS 355 エキュレイユ 2
- AS 365 ドーファン
- Bo 105

### アエロスパシアル
- SA 315B ラマ
- SA 316 アルエットIII

### シュド・アビアシオン
- SE.3130 アルエット II

### ロビンソン・ヘリコプター
- R22
- R44
- R66

## 軍用ヘリコプター

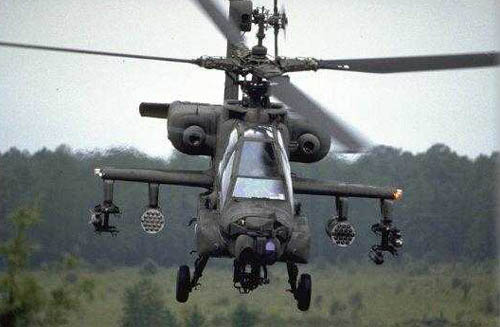
ボーイング AH-64 アパッチ

### アメリカ合衆国
アメリカ軍でのヘリコプターの通称は「chocolate mice（チョコレートを狙うネズミ）」。米口語での通称は「chopper」。

#### 攻撃用途（英:attack）
- AH-1 コブラ
- AH-1W スーパーコブラ
- AH-1Z ヴァイパー
- AH-64 アパッチ
- AH-64D アパッチ・ロングボウ
- AH-64E アパッチ・ガーディアン

輸送用途（英: cargo）
- H-19 チカソー
- HSS-1/H-34 チョクトー
- CH-46 シーナイト
- CH-47 チヌーク
- CH-53 シースタリオン
  - CH-53E スーパースタリオン
  - CH-53K キングスタリオン
- CH-54 タルヘ

#### 救援用（英:SAR）
- HH-43 ハスキー
- HH-60 ペイブ・ホーク - ブラックホーク特別改修機種
- HH-3 ジョリーグリーンジャイアント
- シコルスキー HH-53 スーパージョリーグリーンジャイアント(Super Jolly Green Giant)

#### 観測・偵察用途（英:observation、reconnaissance）
- OH-58 カイオワ
- OH-6
- RAH-66
- ARH-70

#### 対潜水艦用（英:anti-Submarine）
- カマン SH-2 シースプライト
- HSS-2/SH-3 シーキング
- SH-60 シーホーク

#### 汎用（英:utility）
- UH-1 イロコイ（通称 ヒューイ）
- UH-1N イロコイ（通称 ツインヒューイ）
- UH-1Y ヴェノム
- UH-60 ブラックホーク
- UH-72 ラコタ（LUH：軽多用途ヘリコプター）

#### 試験・試作品（英:experimental、prototype）
- ベル 207 スースカウト
- モデル309 キングコブラ
- YAH-63
- AH-56 シャイアン
- RAH-66 コマンチ
- S-67 ブラックホーク
- Aerocraft Stealth Star 204 SS（旧称：アメリカンエアクラフト ペネトレーター）

### イギリス

#### 攻撃
- WAH-64 アパッチ

#### 汎用
- ウェストランド スカウト
- アグスタウェストランド リンクス

#### 対潜用

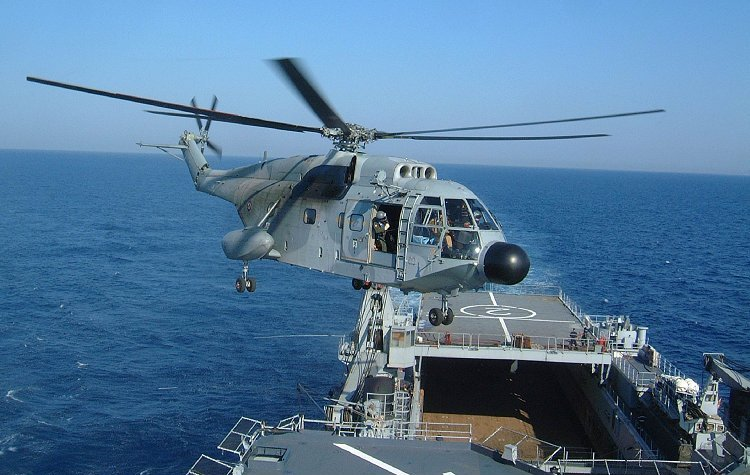
ユーロコプター シュペル・フルロン

- ウェストランド シーキング
- アグスタウェストランド AW101

### イタリア

#### 攻撃
- A129 マングスタ
- AW249 フェニーチェ

#### 対潜用
- アグスタウェストランド AW101
- NHインダストリーズ NH90

### イラン
- IAIO Toufan Ⅰ/Ⅱ

### インド
- HAL ルドラ
- HAL プラチャンド

### 韓国
- KAI KUH-1 スリオン
- KAI LAH

### 中国
- Z-9
- WZ-10

### ドイツ
- Fw 61
- フレットナー Fl 282
- Fa 223
- Fa 266
- Fa 336

### トルコ
- TAI T129 ATAK

### 日本

#### 旧日本陸軍

##### 研究機
- 特殊蝶番レ号

#### 自衛隊

##### 汎用
- 陸上自衛隊 ベル UH-1
- 陸上自衛隊 SUBARU ベル UH-2
- 陸上自衛隊 シコルスキー UH-60JA

##### 偵察用
- 陸上自衛隊 ヒューズ OH-6D
- 陸上自衛隊 川崎重工業 OH-1

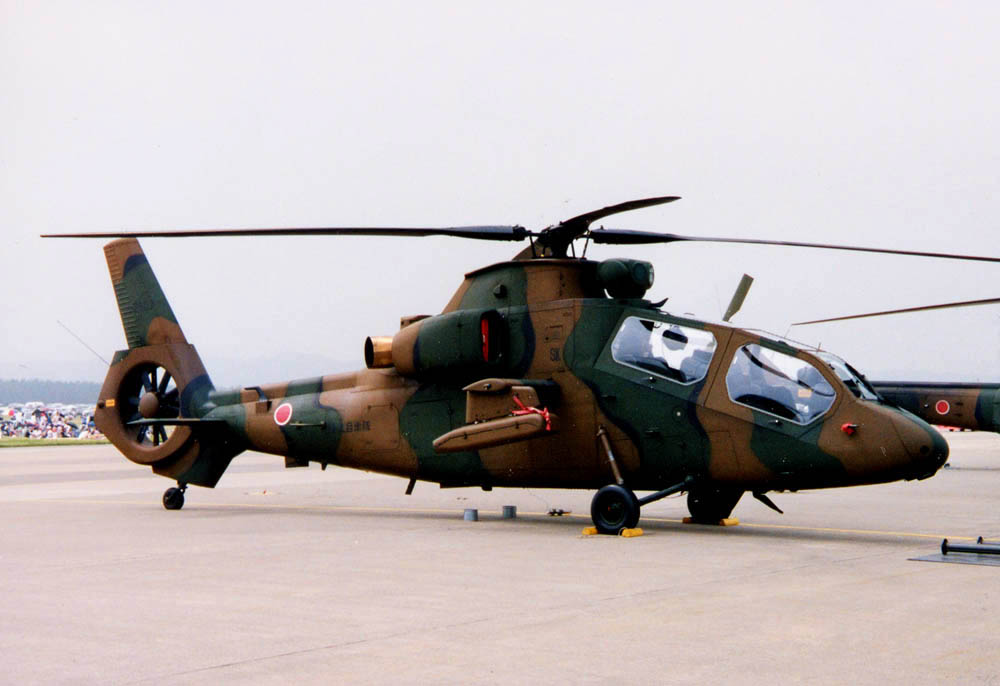
川崎重工 OH-1

- 陸上自衛隊 富士重工業 遠隔操縦観測システム（FFOS）

##### 攻撃用
- 陸上自衛隊 ボーイング AH-64D
- 陸上自衛隊 ベル AH-1S

##### 対潜・対水上用
- 海上自衛隊 三菱重工業 SH-60J
- 海上自衛隊 三菱重工業 SH-60K
- 海上自衛隊 三菱重工業 SH-60L

##### 輸送・掃海用
- 海上自衛隊 アグスタウェストランド MCH-101
- 海上自衛隊 シコルスキー MH-53E

##### 救難・監視用
- 海上自衛隊 航空自衛隊 シコルスキー UH-60J
- 海上保安庁 ベル 212
- 海上保安庁 ベル 412
- 海上保安庁 アエロスパシアルAS332L1
- 海上保安庁 ユーロコプターEC225LP
- 海上保安庁 シコルスキーS76C
- 海上保安庁 アグスタウェストランドAW139
- 海上保安庁 ベル 206B

### フランス

#### 攻撃
- ティーガー

#### 対潜用途

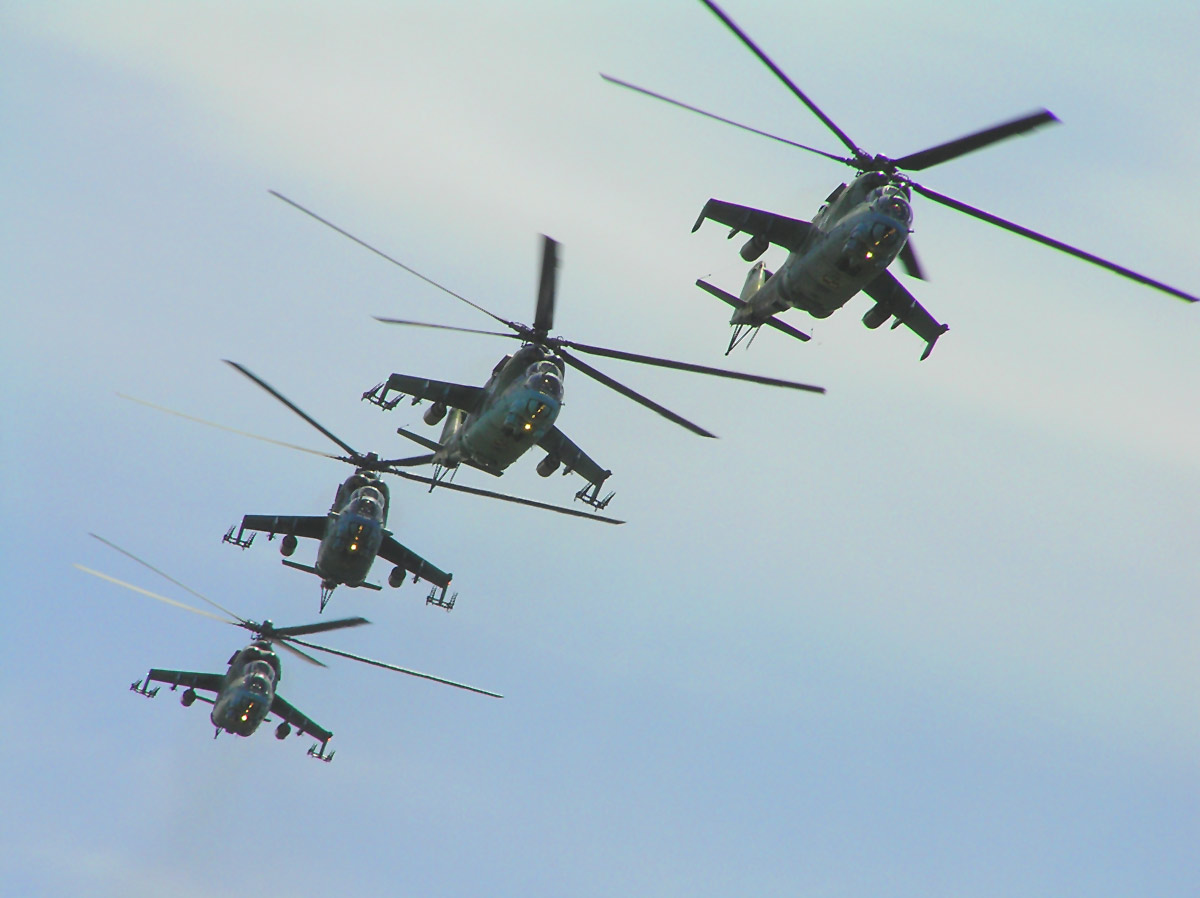
Mi-24D

- アエロスパシアル シュペル・フルロン
  - パンテル (Panther)

#### 汎用
- アエロスパシアル ピューマ (Puma)
- アエロスパシアルガゼル（Gazelle）
- ユーロコプター
  - シュペル・ピューマ (Super Puma)
  - クーガー (Cougar)
  - カラカル(Caracal)
  - フェニック/フェニック2

### ポーランド
- PZL Mi-2
- PZL Mi-2（攻撃型）
- PZL W-3

### ルーマニア
- IAR-316
- IAR-330

### ロシア（旧ソ連）

#### 対潜用途
- カモフ Ka-25
- カモフ Ka-27
- カモフ Ka-28
- カモフ Ka-32A1
- ミル Mi-4M
- ミル Mi-14

#### 攻撃用途
- カモフ Ka-50チョールナヤ・アクーラ
- カモフ Ka-50-2
- カモフ Ka-52アリガートル
- カモフ Ka-54
- ミル Mi-8
- ミル Mi-24
- ミル Mi-25
- ミル Mi-28N
- ミル Mi-35

#### 輸送用途
- カモフ Ka-60 カサートカ
- ミル Mi-4
- ミル Mi-6
- ミル Mi-8
- ミル Mi-8MT/17
- ミル Mi-18
- ミル Mi-26

#### 汎用
- カモフ Ka-26
- ミル Mi-1
- ミル Mi-2

#### 特殊任務
- ミル Mi-9
- ミル Mi-19
- ミル Mi-22

### 南アフリカ

#### 研究用
- アトラス XH-1アルファ

#### 攻撃用
- デネル（Denel Aviation）AH-2 ローイファルク (Rooivalk)